# Xã Dale, Quận Burke, Bắc Dakota
Xã Dale (tiếng Anh: Dale Township) là một xã thuộc quận Burke, tiểu bang Bắc Dakota, Hoa Kỳ. Năm 2010, dân số của xã này là 27 người.